# 科洛尼斯
希臘神話中有數個以科洛尼斯（Coronis ，Κορωνίς）為名的人物，因其不同意义而具有多重艺术形象，也是金牛座毕星团的溯源之一。這些人物包括：
- 科洛尼斯是拉皮斯國王费烈基斯（Phlegyas）的女兒，也是阿波罗的恋人之一[1][2][3][4][5][6]。
- 科洛尼斯是福基斯國王克盧尼伍斯（Coronaeus）的女兒[7]。
- 科洛尼斯是许阿得斯之一。
- 科洛尼斯是曾被色雷斯人強暴的迈那得斯[8] 。
- 科洛尼斯是彌諾陶洛斯的犧牲受害者之一。